# RDK 400
RDK 400 (нем. Raupen Dreh Krane, гусеничный поворотный кран) — монтажный самоходный кран стрелового типа на гусеничном ходу. Разработан и производился в период с 1989 года по 1990 год, в ГДР. Является модификацией крана RDK-500 (г/п 50 т).

## Описание
«Четырехсотка» — адаптированная под советские (российские) климатические условия модель, по сравнению с RDK 500, и использует узлы, изготавливавшиеся в СССР (России), например двигатели производства АМЗ. Кран предназначен для строительно-монтажных (ПГС) и погрузочно-разгрузочных работ, а также для перегрузки сыпучих грузов грейфером.

## Модификации
- RDK-500. «Европейский аналог» (под стандарты и требования стран СЭВ). Увеличены грузовысотные характеристики (грузоподъёмность — до 50 т).

## Технические характеристики
Технические характеристики для RDK-400 приведены в карточке.

## Конструкция
Кран RDK 400 состоит из ходовой и поворотной частей, лебёдки, вращательного механизма, генераторной группы, дизельного генератора, монтажной стойки, кабины, опорно-поворотного устройства, башенно-стрелового оборудования, крюковых обойм.
От первых кранов RDK 25 и серий RDK 250-1,-2,-3, кран RDK 400 отличается повышенной грузоподъёмностью на основном подъёме до 40 т и на вспомогательном подъёме до 8 т, повышенные габариты и высотные характеристики (высота подъёма).

### Сменное рабочее оборудование
Кран может комплектоваться как стреловым оборудованием (стрела), так и башенно-стреловым оборудованием (максимальная высота подъёма возрастает при этом до 56 м). Возможна комбинированная комплектация. Для предотвращения опрокидывания крана на оборудование устанавливается микропроцессорный ограничитель грузоподъёмности.
Основная стрела может быть удлинена с помощью решётчатых секций-вставок. Головная и корневая секции — по 16 м, а промежуточные — длиною по 10 метров. В стреловом исполнении на кран дополнительно может быть установлен неуправляемый 6-метровый гусёк, а на башенно-стреловое оборудование — ставится управляемый гусёк длиной 10, 15, 20 или 25 м.

### Поворотная платформа
Подъём груза осуществляется с помощью лебёдки с двумя электрическими двигателями (для каждой крюковой обоймы свой). Двигатели оснащены фазовым и короткозамкнутым моторами. Редуктор лебёдки соединён с барабаном. У лебёдки есть планетарная и промежуточная передачи. Вспомогательная лебёдка — аналогична главной. Стреловая лебёдка крана — однодвигательная, с канатоукладчиком. Располагается под капотом. Механизм вращения крана расположен спереди от грузовых лебёдок. Последние находятся вне капота крана. Это сделано для того, чтобы исключить прохождение канатов через крышу машинного отделения. Механизм передвижения выполнен на базе двух электрических двигателей и редукторов.

### Привод крана
Все механизмы, отвечающие за передвижение крана могут питаться, как от собственной дизель-электростанции крана (по гибкому кабелю), так и от электрической сети.
Остальные механизмы, отвечающие за подъём-опускание грузов на основном и вспомогательном крюковых обоймах, подъём-опускание стрелы и управление гуськом питаются только от внешней сети (в связи с большим потреблением мощности двигателей этих механизмов).

## Транспортировка
В связи с низкой собственной скоростью перещения (1 км/ч) и высоким износом гусеничных лент кран перемещают, в зависимости от расстояния, следующими способами:
- По железной дороге. В этом случае кран разбирается (в соответствии с нормами в РФ по габаритам) и транспортируют на платформах в разобранном виде. Кран транспортируется со снятой стрелой, укосина опускается в транспортном положении.
- По автодорогам. Если требуется перевозка на небольшие расстояния используется седельный тягач со специальным прицепом-трейлером. В этом случае кран разбирается не полностью (под габарит автопоезда, регулируется согласно установленным правилам и регламентам перевозки негабаритных грузов). В случае использования башенно-стрелового оборудования — части оборудования складываются друг в друга. Разборки при транспортировке по опорно-поворотному устройству не требуется.

Каждую транспортировку необходимо согласовывать с местными органами ГИБДД (получение разрешения, выдача машины сопровождения и т. д.).